# Sankuyo
Sankuyo est une ville du Botswana.